# Ильина, Надежда Леонидовна (художница)
Надежда Леонидовна Ильина (род. 10 октября 1987, Ленинград) — российская художница, ведущая авторских мастер-классов, основоположница фэнтезийно-сказочного стиля.

## Биография
Надежда Ильина родилась в Санкт-Петербурге, в семье художников, воспитывалась в творческой атмосфере.
В 2006 году художницей были написаны первые сюжеты, положившие начало развитию узнаваемого фэнтезийно-сказочного стиля.
В 2007 году закончила отделение дизайна в архитектурно-пространственной среде Санкт-Петербургского художественного училища имени Н. К. Рериха.
В 2013 году закончила отделение Коммуникативного дизайна в Санкт-Петербургской художественно-промышленной академии имени А. Л. Штиглица.
В 2009 году открывается первая персональная выставка художницы «Рождественская история» в Галерее живописи и багета «ДИСА» в Санкт-Петербурге.
В 2015 проходит персональная выставка художницы в Государственном музее Петропавловской крепости.
В 2017 проведена персональная выставка «Навыдуманные сказки» в Музее современного искусства АртМуза, Санкт — Петербург.
Участница многочисленных выставок международного уровня.
О творчестве Надежды Ильиной выходит множество статей в различных журналах, наиболее известные — «РУССКАЯ ГАЛЕРЕЯ XXI ВЕК», «OSTWIND».
Живёт и работает в Санкт-Петербурге.

## Техника
Надежда Ильина работает в необычной авторской технике живописи: все картины написаны масляными красками, но абсолютно без использования белил. Белый цвет художница получает, снимая слои краски с холста и используя первоначальный белый грунтовой слой. Красочный слой очень тонкий, полупрозрачный. Легко и мягко написанные образы дополнены оригинальным характером текстуры фона.

## Персональные выставки
- 2009 «Первая сказка» Персональная выставка, Галерея живописи и багета на Большой Конюшенной, СПб.
- 2010 «Сумерки над сказкой» Персональная выставка, галерея N-Prospect, СПб.
- 2011 «Сказка, рассказанная на ночь» Персональная выставка, галерея «Куда приводят мечты» СПб.
- 2011 «Выставка-продажа» Галерея N-Prospect, СПб.
- 2012 Персональная выставка в Галереи Третьякова (в качестве премии от конкурса Бараонда, галерея ARTерия), СПб.
- 2012 Участие в аукционе, завершающем выставку «На грани сна и реальности», галерея N-Prospect, СПб.
- 2013 Персональная выставка Арт-кафе «Happy» СПб.
- 2013—2015 Персональная выставка, театр Мюзик-Холл, СПб.
- 2013—2014 экспозиция работ в театре-кафе «Белый Кролик», СПб.
- 2014 Персональная выставка, ресторан Philibert, СПб.
- 2014 Персональная выставка работ в Культурно-досуговом центре Калининского района (Концертный зал у Финляндского вокзала, Санкт-Петербургское государственное бюджетное учреждение).
- 2015 Персональная выставка «Ещё нерассказанная сказка» Нарышкин бастион Петропавловской крепости.
- 2016 Персональная выставка Надежды Ильиной в центре Петербурга, в галерее ДиСа на Литейном, 15.
- 2016—2017 Персональная выставка «Невыдуманные сказки» в творческом кластере Артмуза, СПб.
- 2016 17 окт. — 21 ноя. Персональная выставка «Сказка», галерея ДиСа, Литейный, 55, г. Санкт-Петербург.
- 2016 Персональная выставка в ресторане «Кукумбер» (Гинза проджект) ТРК Радуга
- 2017 17 янв. — 17 фев. Персональная выставка «ЧУДЕСА — В ТВОЁМ СЕРДЦЕ» в Дубовой гостиной особняка Новинских, 3-я Советская ул., 8, Санкт-Петербург. ФОТО
- 2017 24 ноября. Персональная выставка в ресторане «Фиолет», г. Санкт-Петербург.
- 2017 1- 24 ноября. Персональная выставка «Метафоры счастья». Антикафе «Цифербург», наб. р. Фонтанки, г. Санкт-Петербург.
- 2017—2018 17 дек — 30 янв — Персональная выставка «Навыдуманные сказки» в Музее современного искусства АртМуза, Санкт — Пебербург.
- 2018 Выставка «Окрыленные». L.BRIK CAFÉ. г. Санкт-Петербург.
- 2018 23 ноября. «Династия» Персональная выставка семьи художницы во Дворце Великого Князя Владимира на Дворцовой набережной, 26. г. Санкт-Петербург.

## Групповые выставки
- 2006 «От авангарда до наших дней» СХ России, СПб.
- 2007 «Ежегодная международная выставка миниатюрного искусства», Вашингтон, США.
- 2008 «15 выставка наивного искусства» Турин, Италия.
- 2008 «Надежда 6» СХ России, СПб.
- 2009 «Осень 2009» СХ России, СПб. 2008 «Японская весна в Санкт-Петербурге» Пятый фестиваль, СПб.
- 2009 «Рождественская история» Персональная выставка, Галерея живописи и багета «ДИСА» пер. Антоненко, СПб.
- 2010 «Рождественская Арт-Ярмарка 2010», СПб.
- 2010 «Волшебство разных широт» выставка в составе творческого дуэта с Екатериной Ерлиной. Отель Маршал, СПб.
- 2010 «Надежда 10» СХ России, СПб. 2010 «Весенняя выставка-продажа» галерея N-Prospect, СПб.
- 2011 «Я уже большая» Выставка художественной династии (я и мои родители-художники) Галерея Третьякова СПб.
- 2011 «Хобби XXIв-коллекционирование» Центральный выставочный зал МАНЕЖ, СПб.
- 2011 Экспозиция работ в Центре графики, живописи и дизайна «StArt Академия» СПб.
- 2011 Экспозиция работ в ресторане J.Walker, проект «Ресторан одежды» СПб.
- 2011 Персональная выставка Галерея живописи и багета «ДИСА» на Большой Конюшенной, СПб.
- 2012 Участие в выставке «На грани сна и реальности», галерея N-Prospect, СПб.
- 2012 Участие в конкурсе Бараонда, галерея ARTерия, СПб.
- 2014 Участие в выставке «Антикварный базар» в отделении современного искусства, Ленэкспо, СПб.
- 2014 Участие в Международной арт-ярмарке. Роттердам, Голландия: Rotterdam International Art Fair , 2014.
- 2014 Участие в выставке 'ART FOR PEACE' в галерее MONIKER GALLERY г. Торонто, Канада.
- 2014 Участие в выставке «Женский Образ в современном искусстве» в представительстве Торговой Палаты Гамбурга в Санкт-Петербурге.
- 2014 Союз Художников России, Осенняя выставка 2014, СПб.
- 2014 Участие в ярмарке «Антикварный базар 2014», отделение современной живописи, ВК Ленэкспо.
- 2015 Участие в выставке ArtExpoSPb, ЛЕНЭКСПО, СПб.
- 2015 Участие в предновогодней выставке Art Trend, организатор ArtExplorer Group, СПб.
- 2015 Участие в выставке «Сокровища Петербурга», организатор ArtExplorer Group, Дом Архитектора, СПб.
- 2015 Участие в выставке Art Trend, организатор ArtExplorer Group, СПБ.
- 2016 Участие в выставке «Москва Плюс», январь.
- 2016, ЦДХ, Москва. 2016 Участие в выставке Art Trend, организатор ArtExplorer Group, СПб, 28-30 января.
- 2016 Продолжение выставки: театр Мюзик-Холл, СПб.
- 2016 Выставка «ЛЕТО В МАРТЕ». Галерея «Санкт-Петербургский центр книги и графики.» г. Санкт-Петербург.
- 2016 21 апреля выставка в творческом дуэте с певицей Афиной, afina-music.ru по итогам серии мастер-классов, на концерте Весенний переполох. Дом офицеров, г. Санкт-Петербург.
- 2016 14-17 апреля Выставка ART TREND ВК Ленэкспо", г. Санкт-Петербург.
- 2016 21-24 апреля выставка «АРТ-базар» ВК «ЛенЭкспо», г. Санкт-Петербург.
- 2016 3-6 ноября — Art Shanghai, Китай, Шанхай.
- 2016 21-23 октября — «ArtExpoSPb», ВК «ЛенЭкспо» — международная ярмарка современного искусства в Санкт-Петербурге.
- 2016 23 −26 сентября выставка ART CANTON в столице Южного Китая, г. Гуанчжоу.
- 2016 30 ноя — 4 дек выставка Specrum Miami г. Майами, США
- 2017 год 16-18 декабря. Участие в выставке « Новогодний Подарок» в Петербургском СКК, г. Санкт-Петербург.
- 2017 год 15 декабря — открытие экспозиции работ в личной галерее художницы Nadezhda Rego. Гавайские острова.
- 2017 22 мая. Выступление и выставка работ на ОФФлайн «Арт Конференция 2017». Санкт-Петербург
- 2017 29 сентября — 8 октября. Участие во 2-й Международной выставке — продаже живописи. Нижегородская Ярмарка, г. Нижний Новгород.
- 2017 22-24 сентября. Участие в международной ярмарке современного искусства АrtExpoSPb. ЛенЭкспо, г. Санкт-Петебург.
- 2017 2-12 июня. Участие в выставке «Арт-Пермь», Пермская ярмарка, г. Пермь
- 2018 21 — 30 апреля. Участие в выставке «Арт-Ростов 2018» КВЦ «ДонЭкспоцентр», г. Ростов-на-Дону
- 2018 6-14 октября. Участие в выставке «АРТ Россия-2018». Нижегородская Ярмарка, г. Нижний Новгород.
- 2018 7 — 16 сентября. Участие в выставке Арт Воронеж. Сити Парк «Град», г. Воронеж
- 2018 9 — 17 июня. Участие в выставке «Арт Базар». Уральский Центр Развития Дизайна, г. Екатеринбург.
- 2019 5 — 13 октября. "Арт Россия 2019, Нижний Новгород
- 2019 30 апреля — 12 мая. Участие в выставке-продаже Арт-Ростов. КВЦ ДонЭкспоцентр, г. Ростов-на-Дону
- 2019 15 — 24 февраля. Участие в выставке Арт-Пермь. Пермская ярмарка, г. Пермь.

## Публикации
- 2012 Публикация в журнале «РУССКАЯ ГАЛЕРЕЯ XXI века», № 3, 2012 год. Искусствовед Надежда Черненко: «В мире грез», Москва.
- 2013 Публикация в февральском номере немецкого журнала Ostwind, февраль 2013, Германия.
- 2013 Участие в двух крупных европейских Арт-Мессах в Карлсруэ, Германия (Art Karlsruhe 09.-12.03.2013) и Дорнбирне, Австрия (Art Bodensee 13.-15.07.2013)
- 2014 Интервью Надежды Ильиной для интернационального форума Камтугеза.
- 2014 Интервью Надежды Ильиной для блога Wordpress.
- 2015 Участие в одной из передач из авторской серии Александры Ильиной, о современном искусстве на i am radio.
- 2015 Надежда Ильина о своей выставке в Петропавловской крепости, передача ARTEфакты, канал Санкт-Петербург, эфир 04.09.2015
- 2015 Участие в телепередаче «Хорошее утро» на канале Санкт-Петербург, выпуск от 01.09.2015
- 2016 Статья искусствоведа Соловьёвой Веры Андреевны. Статья опубликована в № 39 сборника «Петербургские искусствоведческие тетради» ассоциации искусствоведов при Союзе Художников г. Санкт-Петербург.
- 2018 май — Публикация в Журнале «Каталог 365» «Мир, в котором живёт любовь» — Статья о персональной выставке в L.BRIK CAFÉ
- 2018 1 декабря. Экспозиция работ на арт-форуме AMER. Барселона.